# Elsa & Ernst August Eicker
Elsa & Ernst August Eicker ist ein Gesangsduo der christlichen Musikarbeit Wir singen für Jesus im Stil der Heils- und Evangeliumsmusik bestehend aus dem Ehepaar Elsa Eicker in der Stimmlage Sopran und Ernst August Eicker in der Stimmlage Tenor.

## Geschichte
Seit 1955 sangen Elsa und Ernst August Eicker bereits gemeinsam, vor allem im Rahmen lokaler Gottesdienste, als sie auf einer Konzertreise des Organisten Peter van Woerden von diesem in seinem Vorprogramm entdeckt wurden. Der Musikproduzent im christlichen Plattenlabel Frohe Botschaft im Lied des Buch- und Schallplattenverlags Hermann Schulte in Wetzlar lud das Duett 1962 zum Vorsingen und anschließender Tonaufnahme ein. Ihre erste Single Ist’s wahr, dass Jesus starb für mich? erschien 1963. Noch vor der Veröffentlichung des Tonträgers wurden die Titel vom Evangeliums-Rundfunk sowie von Trans World Radio ausgestrahlt, wodurch das Duo schnell einem breiten Publikum bekannt wurde.
Weitere Schallplattenaufnahmen mit dem Duett folgten, bis Ernst August Eicker 1966 den Wir-singen-für-Jesus-Chor gründete und sein musikalisches Schaffen damit einen anderen Schwerpunkt erhielt. Fortan traten Elsa & Ernst August Eicker meist lediglich als ergänzender Akt im Rahmen ihrer Chorkonzerte auf. Durch die Entstehung weiterer Chöre und Gruppen wie dem Kinderchor unter der Leitung von Elsa Eicker, dem Gitarrenchor „Wir singen für Jesus“ sowie dem Familienquartett Die Eickers entstand die musikalische Arbeit Wir singen für Jesus, unter deren Dach das Duett bis heute tätig ist.
Nunmehr im aktiven Ruhestand, trat das Duett wieder verstärkt als solches auf und folgte diversen Konzerteinladungen, vom Schiff Drachenfels bis hin zur Nostalgie-Konzertreihe Unvergessen – Lieder, die bleiben des Evangeliums-Rundfunks und Gerth Medien. In diesem Rahmen erschien 2010 auch die CD Unvergessen – Lieder, die bleiben: Elsa & Ernst August Eicker mit Wir-singen-für-Jesus-Chören mit ihren frühen Aufnahmen aus den 1960er Jahren, digitalisiert und remastered.

## Diskografie

### Singles
| Jahr | Titel                                                                                                  | Titel | Mitwirkende                                   | Label                          | Anmerkungen                                                                          |
| Jahr | Seite A                                                                                                | Seite B | Mitwirkende                                   | Label                          | Anmerkungen                                                                          |
| ---- | --- | --- | --------------------------------------------- | ------------------------------ | ------------------------------------------------------------------------------------ |
| 1963 | - Ist’s wahr, dass Jesus starb für mich? - O lass den Geist nicht von dir fliehn (Ernst August Eicker) | - Ein Gnadenruf ertönt (Ernst August Eicker) - Mein Freund ist mein                                                                   |                                               | Frohe Botschaft im Lied 45.677 |                                                                                      |
| 1964 | - O wie schön klingt Jesu Name                                                                         | - Her mit dem Rettungsseil (Das Rettungsseil) - Als ich mein Lebensbuch durchsah (Komm, er nimmt die Sünder an) (Ernst August Eicker) |                                               | Frohe Botschaft im Lied 45.694 |                                                                                      |
| 196? | - Wär gleich blutrot die Sünde - O Jesus, du stehst draußen                                            | - Jesus führt mich sicher - Ich weiß, der Vater droben sieht                                                                          |                                               | Frohe Botschaft im Lied 45.929 |                                                                                      |
| 196? | Gott wird dich tragen                                                                                  | Gott wird dich tragen |                                               | Frohe Botschaft im Lied 45.946 |                                                                                      |
| 196? | - Suchest du nach Frieden - Einst lagen die Menschen                                                   | - Gott wird dich tragen - Es geht nach Haus                                                                                           |                                               | Frohe Botschaft im Lied 45.946 |                                                                                      |
| 196? | - Ich flieh zu dir, mein Herr und Gott - Ich bin dein, o Herr (Ernst August Eicker)                    | - Hier ist mein Herz (Ernst August Eicker) - In Gottes Hand bin ich geborgen                                                          |                                               | Frohe Botschaft im Lied 75.963 |                                                                                      |
| 196? | Wie sehr hat Gott die Welt geliebt                                                                     | Wie sehr hat Gott die Welt geliebt | 1 Margret Birkenfeld; 2 Wetzlarer Studiochor* | Frohe Botschaft im Lied 75.990 | * Bezeichnung bei Erstveröffentlichung: „Mitglieder des Wetzlarer Evangeliumschores“ |
| 196? | - In der stillen Andachtszeit2 - Wie sehr hat Gott die Welt geliebt2                                   | - Ist dir die Last deiner Sünde zu schwer2 - Mein Heiland ruft mir zu1                                                                | 1 Margret Birkenfeld; 2 Wetzlarer Studiochor* | Frohe Botschaft im Lied 75.990 | * Bezeichnung bei Erstveröffentlichung: „Mitglieder des Wetzlarer Evangeliumschores“ |
| 196? | - Hast du keinen Raum für Jesus1                                                                       | - Ein Tagwerk für den Heiland1 | 1 Wetzlarer Studiochor*                       | Frohe Botschaft im Lied        | * Bezeichnung bei Erstveröffentlichung: „HSW Studiochor“                             |

### Kompilationen
| Jahr | Titel                                                                     | Label                   | Anmerkungen |
| ---- | ------------------------------------------------------------------------- | ----------------------- | --- |
| 197? | Ein Tagwerk für den Heiland Goldene Reihe                                 | Frohe Botschaft im Lied | Zusammenstellung aus den Singles von Elsa & Ernst August Eicker                                                                             |
| 2010 | Unvergessen 8: Elsa & Ernst August Eicker mit Wir singen für Jesus Chören | Gerth Medien            | Zusammenstellung aus den Singles von Elsa & Ernst August Eicker sowie vom Wir-singen-für-Jesus-Chor und Gitarrenchor „Wir singen für Jesus“ |